# La Libre Belgique (film, 1921)
Pour l’article homonyme, voir La Libre Belgique.
La Libre Belgique est un film belge muet réalisé par Armand du Plessy en 1921. Il s'agit d'un film patriotique - avec une partie importante de la séquence documentaire - sur la figure héroïque de Gabrielle Petit. 

## Fiche technique
- Titre original : La Libre Belgique
- Réalisation :  Armand du Plessy
- Directeurs de la photographie : Léon De Boeck, Émile Repelin
- Producteur : Hippolyte De Kempeneer
- Société de production : Compagnie Belge des Films Cinématographiques
- Pays d'origine :  Belgique
- Format : Noir et blanc  - Muet

## Distribution
- Beaufre
- Andrée Berty
- Coursière
- Darlot
- Francqui
- Raphaël Gilbert
- Henri Goidsen
- Harzé
- Fernand Liesse
- Léopold
- Ee Prémery
- Marcel Roels
- Roy-Fleury